# رایلی، آلبرتا
رایلی، آلبرتا (به انگلیسی: Ryley) یک منطقهٔ مسکونی در کانادا است که در منطقه بیرور واقع شده‌است. رایلی ۴۸۳ نفر جمعیت دارد و ۶۹۳ متر بالاتر از سطح دریا واقع شده‌است.